# Coucy-le-Château-Auffrique
Coucy-le-Château-Auffrique – miejscowość i gmina we Francji, w regionie Hauts-de-France, w departamencie Aisne.
Według danych na styczeń 2014 roku gminę zamieszkiwały 1123 osoby, a gęstość zaludnienia wynosiła 98 osób/km².

## Współpraca
- Lipik, Chorwacja